# Scuba Diver
Scuba Diver es un videojuego publicado en 1983 por la empresa Panda Computer Games para la consola Atari 2600. Se le considera como uno de los peores videojuegos que se hizo para ese sistema.